# București Nord
București Nord (česky Bukurešť sever) je hlavní železniční stanice v hlavním městě Rumunska, Bukurešti. Stanice byla otevřena v roce 1872, kdy byla zprovozněna trať mezi městy Roman a Pitești.

## Historie
Stanice byla postavena v letech 1868–1872 a základní kámen byl položen dne 10. září 1868 za přítomnosti tehdejšího domnitora Karla I. Rumunského. Provoz ve stanici byl zahájen dne 13. září 1872.

## Provozní informace
Stanice má celkem 8 nástupišť a 14 nástupních hran. Ve stanici je možnost zakoupení si jízdenky a je elektrizovaná střídavým proudem 25 kV, 50 Hz. Provozuje ji společnost CFR.

## Doprava
Ze stanice jezdí několik mezinárodních rychlíků do měst jako  Budapešť,  Burgas,  Černovice,  Dnipro,  Istanbul,  Kišiněv,  Kyjev,  Minsk,  Moskva,  Saratov,  Sofie,  Varna a  Vídeň. Vnitrostátní rychlíky odsud jezdí do měst jako Bacău, Brašov, Constanţa, Craiova, Jasy, Kluž, Mangalia, Sibiň, Suceava, Târgu Mureş a Temešvár.

## Galerie

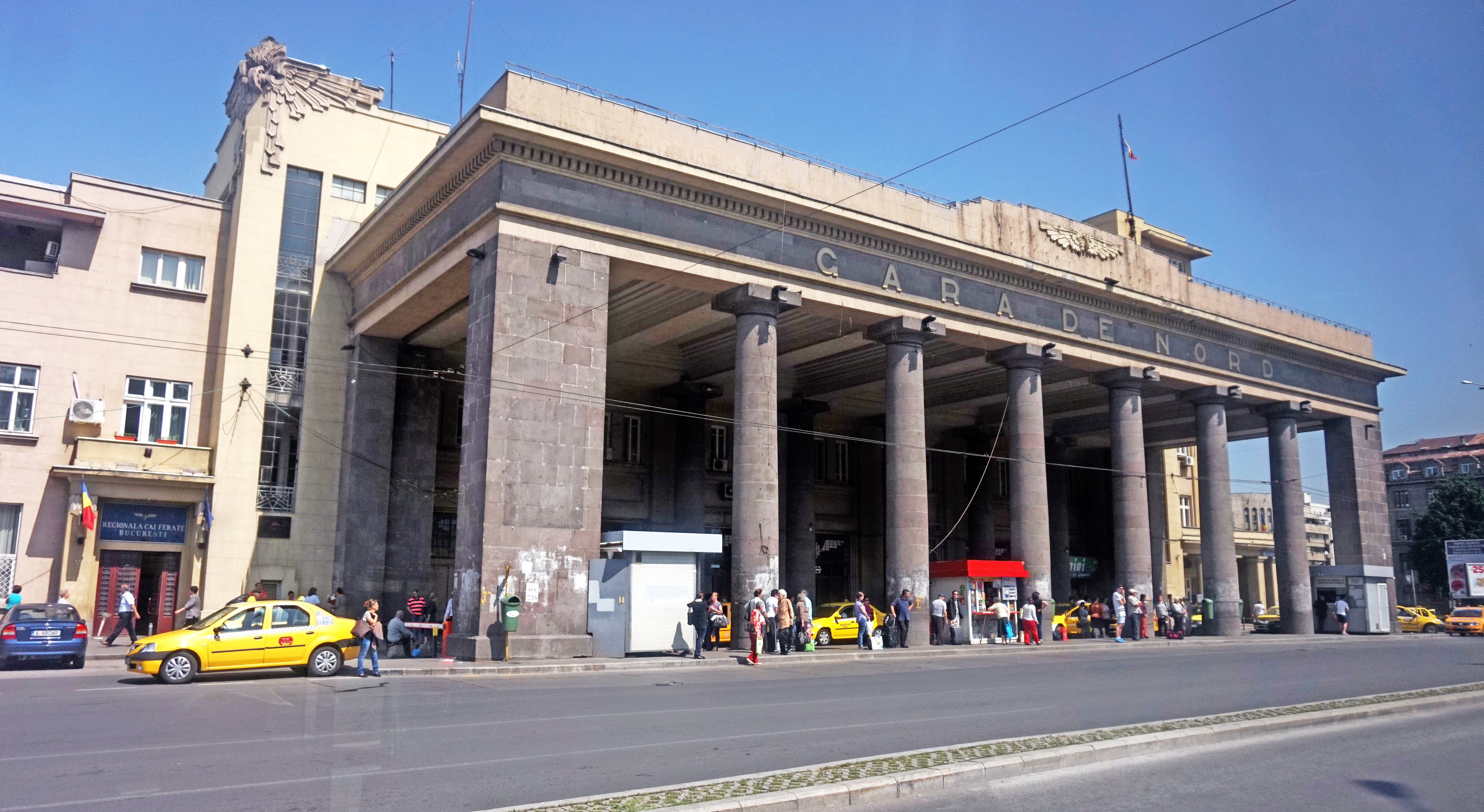
Pohled na staniční budovu.
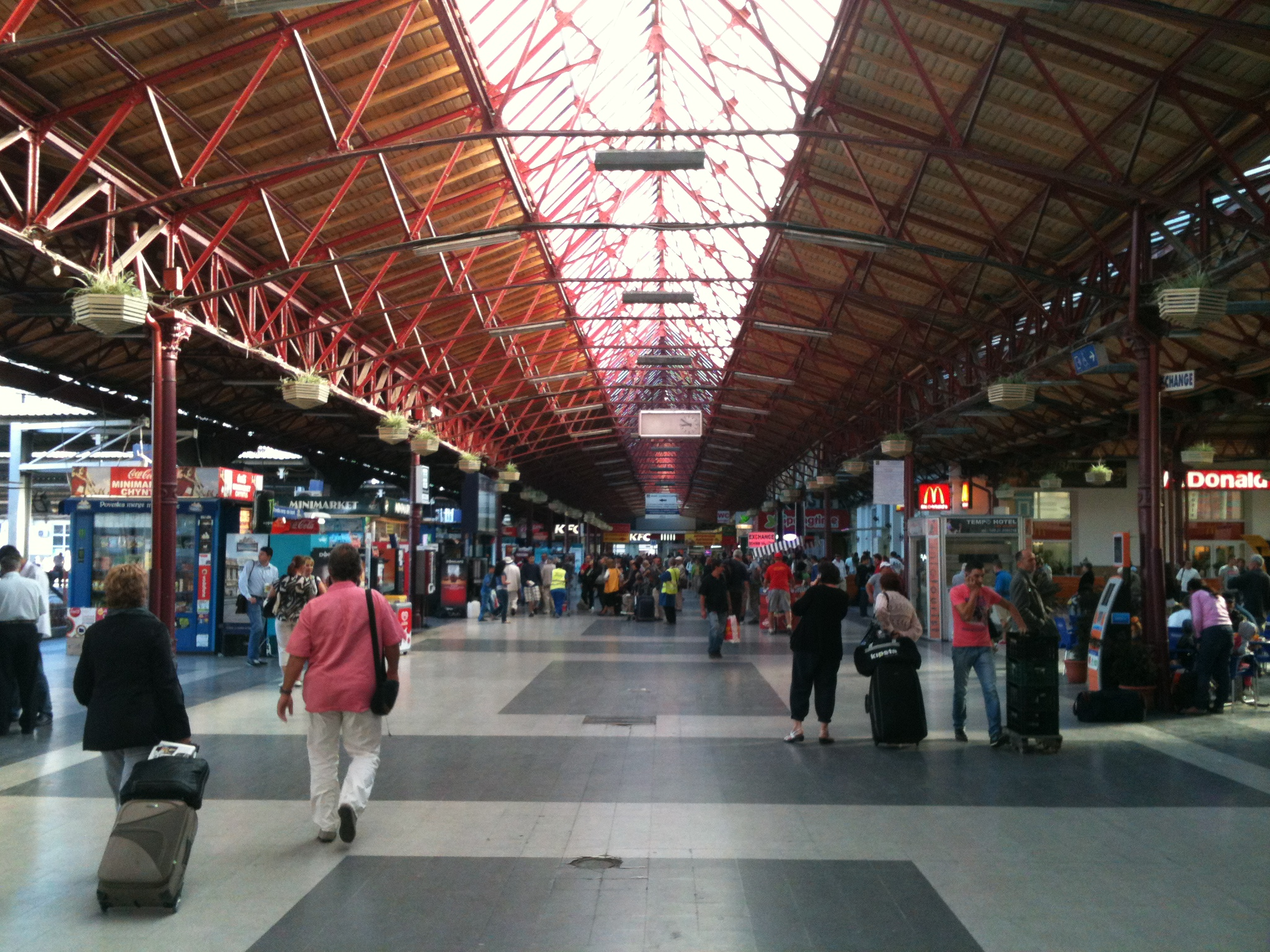
Interiér staniční budovy.
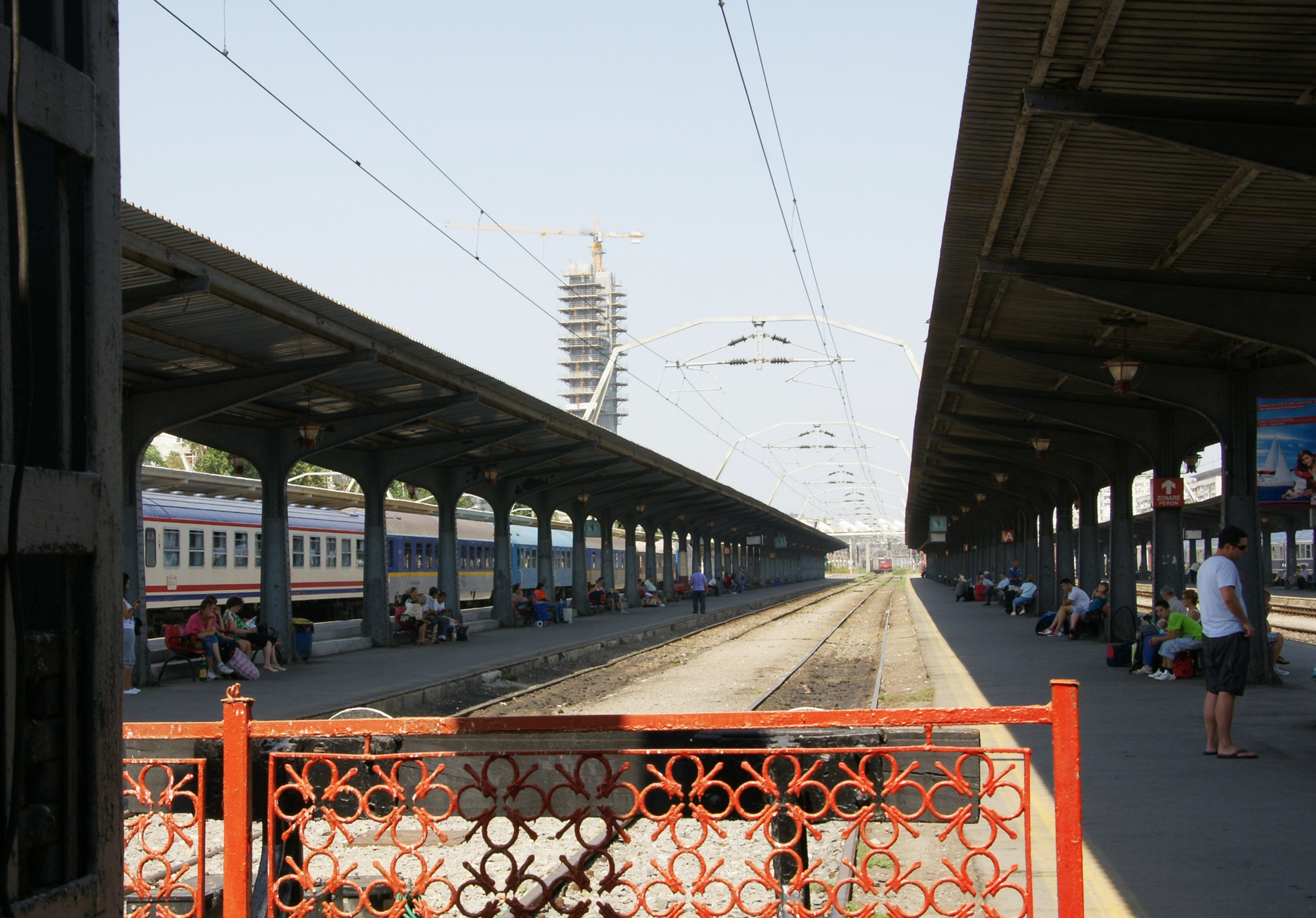
Pohled na nástupiště.
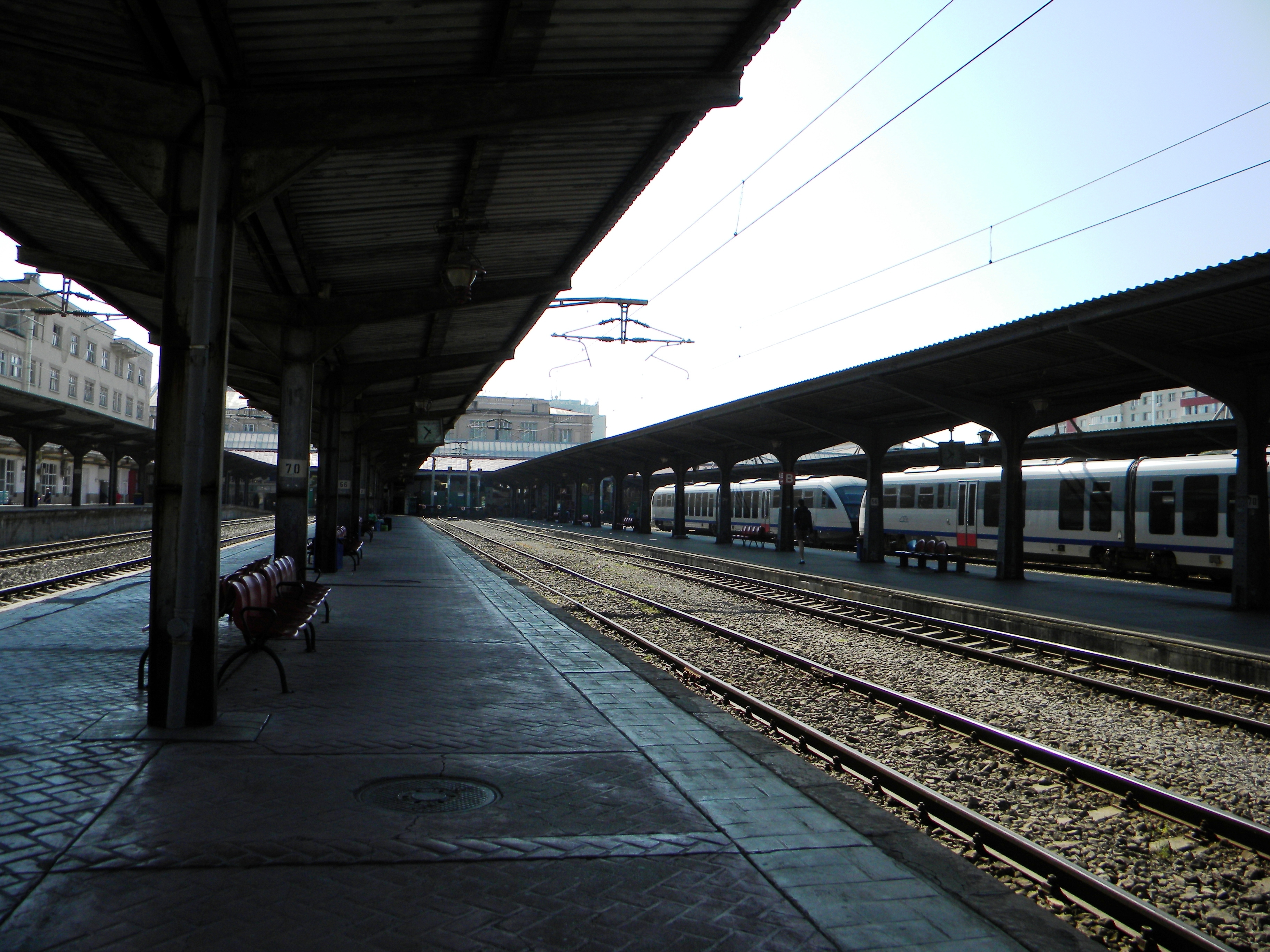
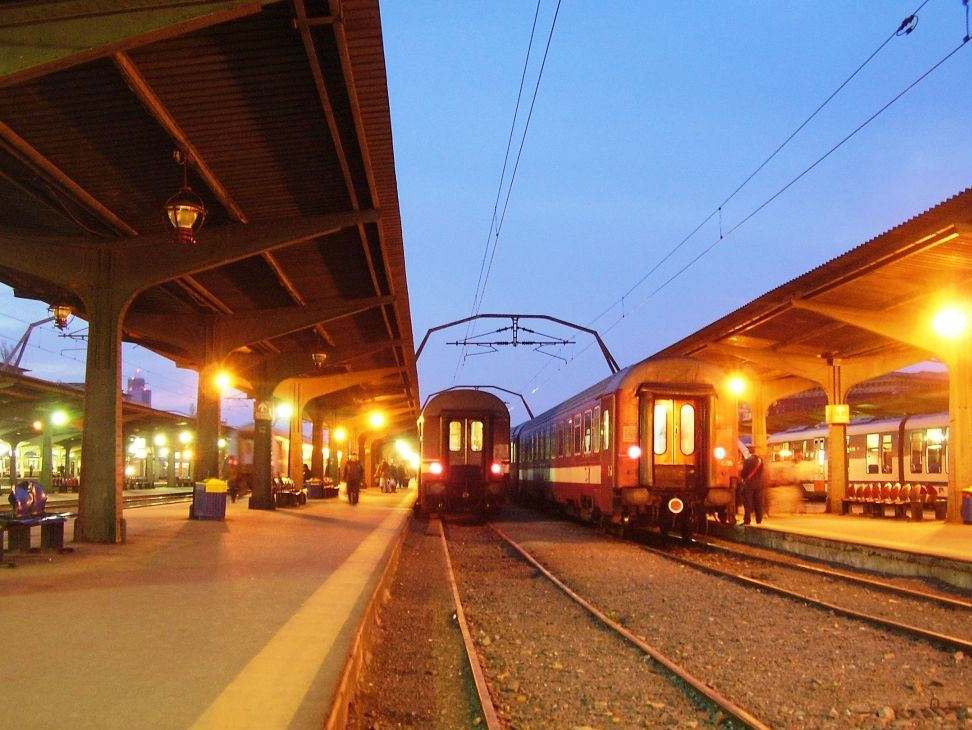
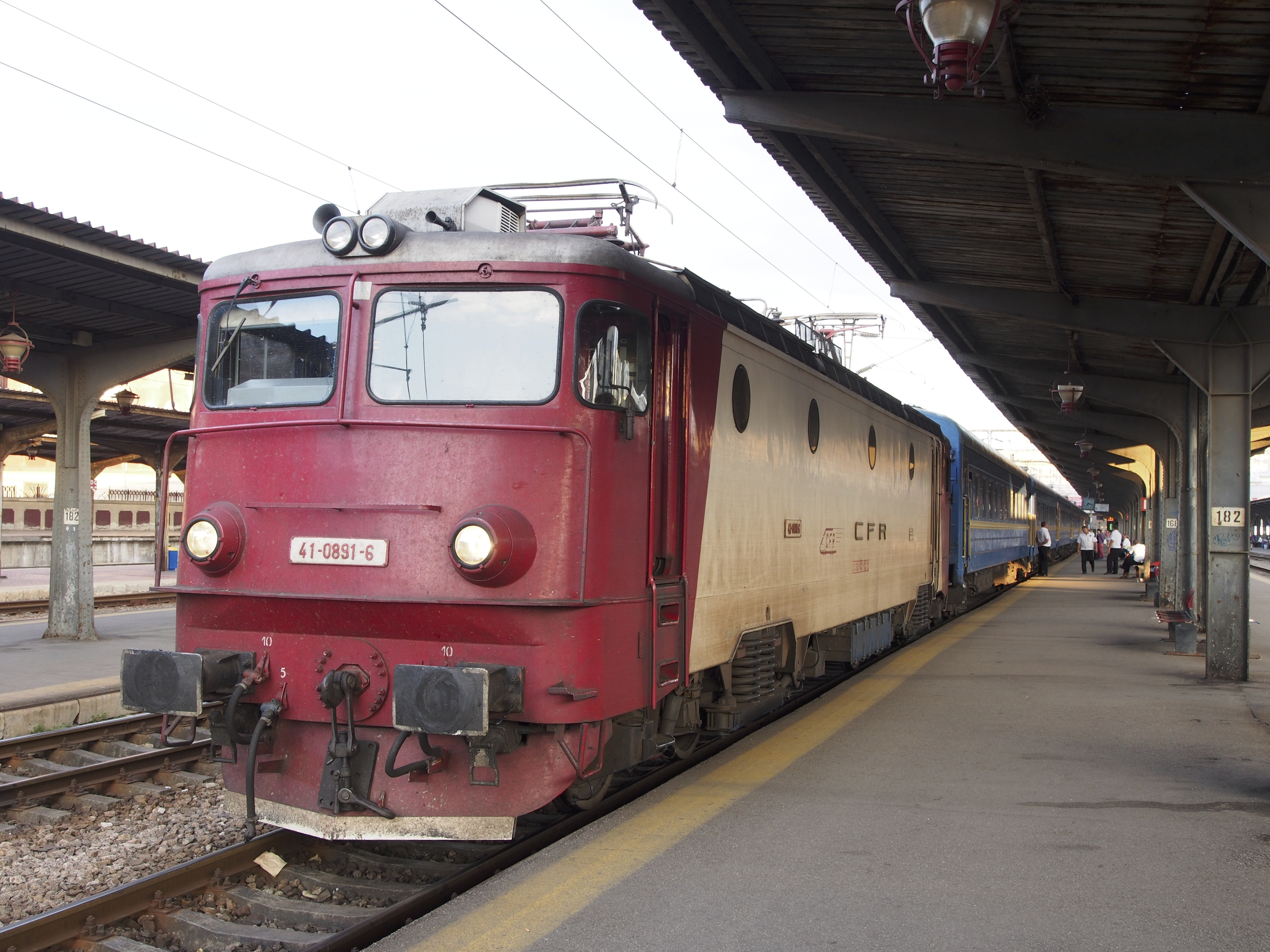
Mezinárodní rychlík ve stanici.